# Menznau
Menznau é uma comuna da Suíça, no Cantão Lucerna, com cerca de 2.723 habitantes. Estende-se por uma área de 30,33 km², de densidade populacional de 90 hab/km². Confina com as seguintes comunas: Buttisholz, Grosswangen, Hergiswil bei Willisau, Romoos, Ruswil, Willisau Land, Wolhusen.
A língua oficial nesta comuna é o Alemão.